# 인천 중구의회
인천 중구의회는 인천광역시 중구 지역을 관할하는 기초의회이다.